# C+ 頻道
C+ 頻道是香港美亞電視與中國移動香港附屬的流動電視服務UTV經營而擁有的一條以廣東話廣播的娛樂性綜合頻道，並同時取代已停播的UOne。

## 歷史
C+ 頻道於2015年12月1日在UTV521頻道啟播。

## 播放節目
- 賽馬直擊
- 放眼馬世界
- 跑馬地Fever
- 鮮浪潮電影
- 每周一籤
- Flash Nippon
- 微開眼界
- S.P.O.T. Sound
- 藝行者
- 變變變
- 社區教室
- 世界真美麗
- 六合彩
- 綠綠無窮
- 奇趣運動篇
- 挑機
- 有1說1:青年談時裝發展
- 奇趣係呢度
- 來自荃灣 18‧21
- 有趣社區：回到最Fit 25歲
- 綠茵闖蕩

- 香港電影金像獎頒獎典禮
- 中國中央電視台春節聯歡晚會